# Catephia pericyma
Catephia pericyma là một loài bướm đêm trong họ Erebidae.